# Claudius Forestier
Pour les personnes ayant le même patronyme, voir Forestier (homonymie).
Claudius Forestier est l'un des militants sourds de France avant la Belle Époque, né le 3 juillet 1810 à Aix-les-Bains et mort le 13 février 1891 à Lyon. Il est le directeur de l'institution des sourds-muets de Lyon en 1852 jusqu'en 1891 et un des fondateurs de Société centrale des sourds-muets en 1838.

## Biographie
Claudius Forestier est issu d'une famille bourgeoise de sept enfants. Selon Yann Cantin, le frère de Claudius, Hyacinthe, est aussi sourd. En 1819, ses parents envoient Claudius à l'Institut National des Jeunes Sourds à Paris où il rencontre les éleves Ferdinand Berthier et Lucien-François Guillemont (dit Benjamin) et il a comme professeur Auguste Bébian.
Il est l'un des plus brillants élèves de Bébian à l'Institution de Paris, où il fut élève de 1820 à 1826. Il se fait remarquer, à huit ans, pour son érudition sur les guerres d'Italie. Le Docteur Blanchet dit de lui que sa douceur et son bon sens en font "l'ange de l'Institution de Paris".
Entre 1826 et 1829, il occupe le poste de moniteur et répétiteur puis enseignant et surveillant de l'Institut National des Jeunes Sourds malgré ses nombreuses demandes pour obtenir le poste de professeur, qu'il n'a jamais eu. En 1833, il quitte l'Institut National des Jeunes Sourds.
Il est un des fondateurs de Société centrale des sourds-muets en 1838 avec Ferdinand Berthier.
En 1840, il devient professeur à l'institution mixte de sourds-muets de Lyon, fondé par un Sourd David Comberry, son beau-père, décédé en 1834. Puis il en devient le directeur en conservant son poste de professeur. Il est ensuite propriétaire d'un immeuble afin de créer une institution des garçons sourds de Lyon, Claudius s'occupe de la direction de celle-ci et sa femme Agathe Comberry, la direction des filles sourdes.
Claudius a participé le Congrès de Milan en septembre 1880.
Il décède le 13 février 1891 à Lyon en léguant son institution aux abbés Lemann-Lévy, frères jumeaux qui ont échoué à leur mission de relever l'institution.

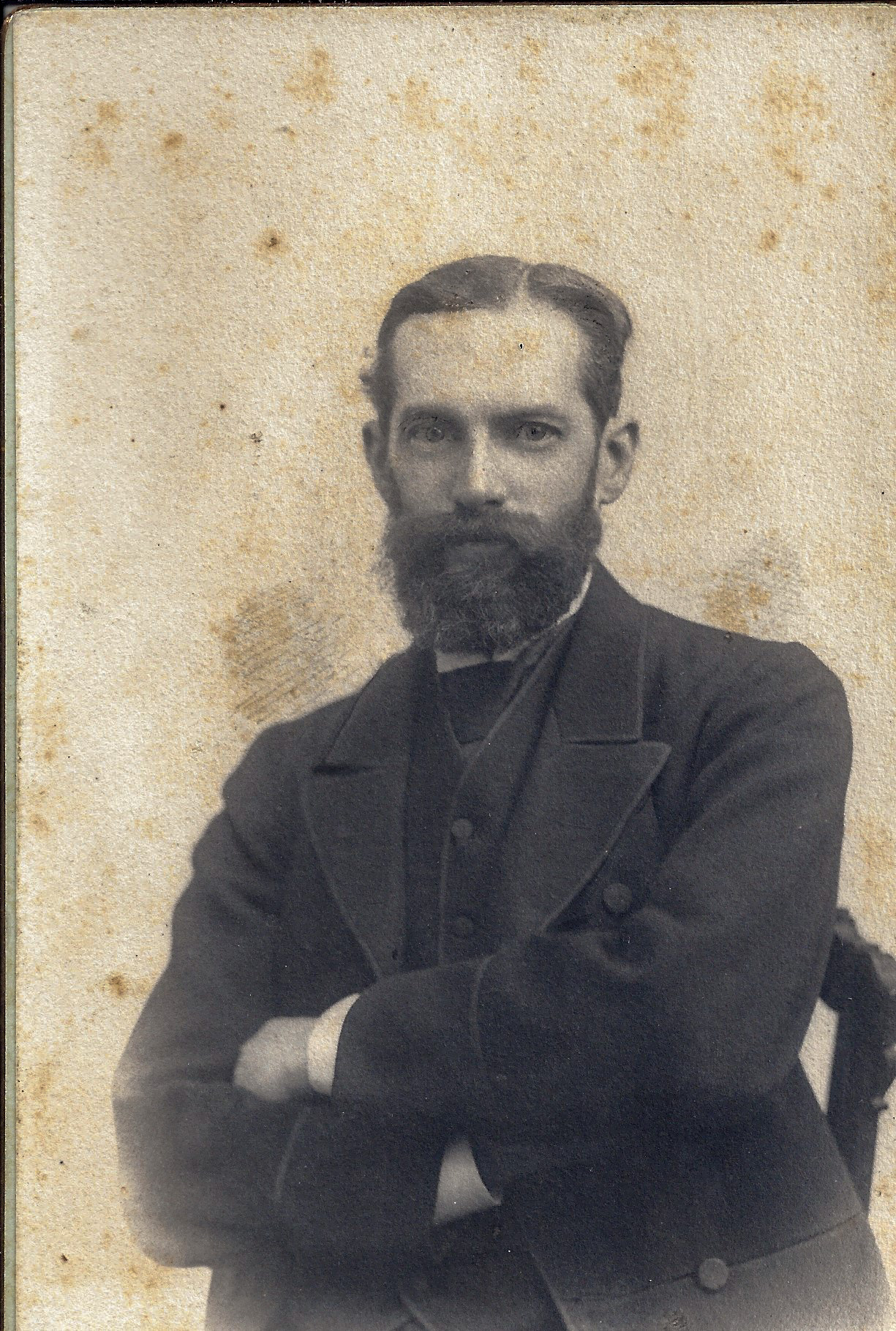
Portrait du neveu de Claudius Forestier qui porte le même nom, vers 1880.

## Le buste

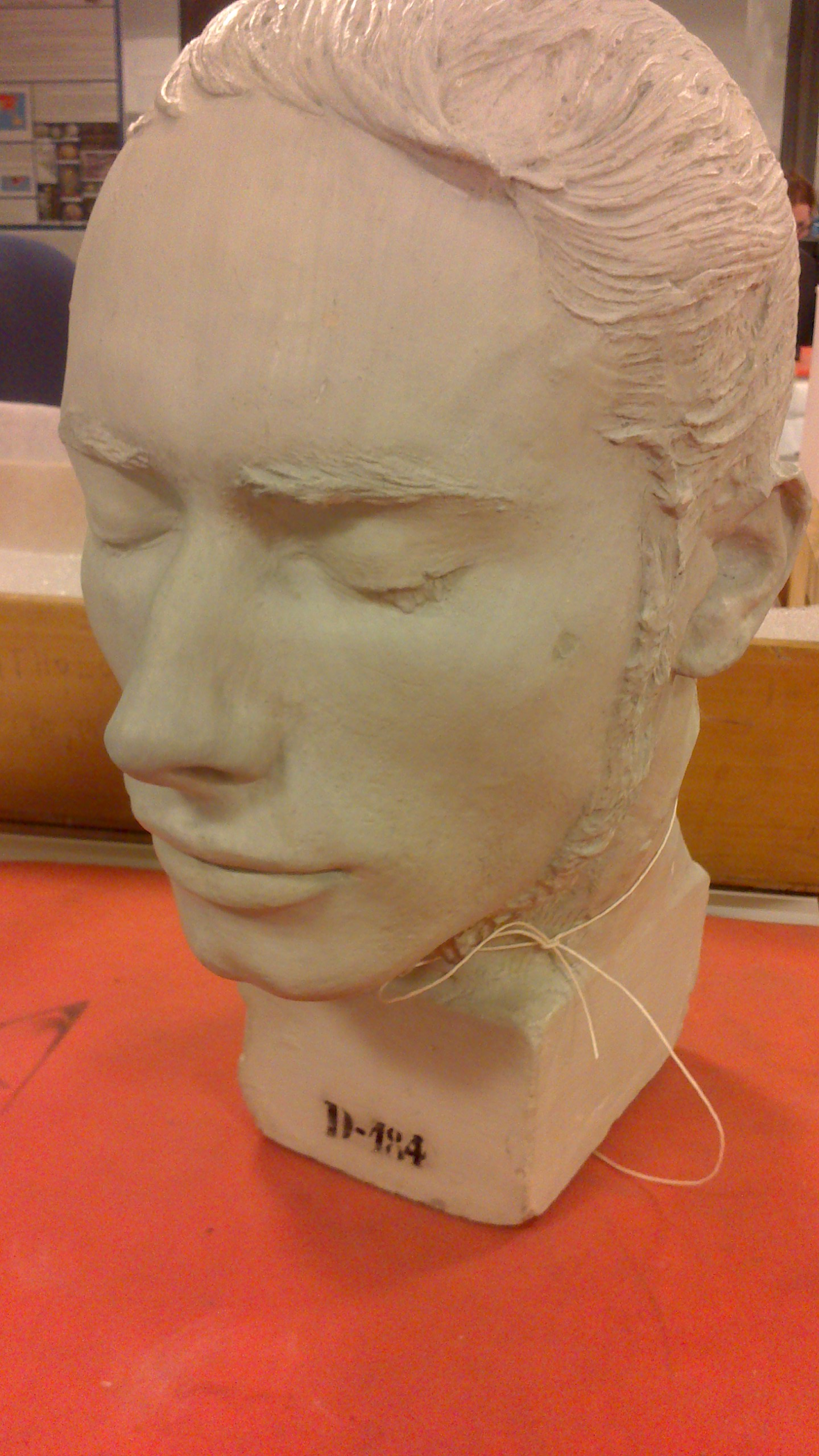
Buste de Claudius Forestier, Collection Dumoutier, vers juillet 1834.

La généalogiste Angélique Cantin, la femme de Yann Cantin, dans le cadre d’une recherche généalogique de Claudius Forestier, découvre le buste. Ensuite, Yann Cantin confirme que ce buste est bien Claudius Forestier. Le buste est réalisé en juillet 1834,  lors de la visite de Dumoutier pour sa collection de moulages phrénologiques, avant son départ pour Lyon et il est oublié dans de la collection Dumoutier, du Muséum national d'histoire naturelle, actuellement conservée au Musée de l'Homme. Aujourd'hui, on trouve une copie de ce moulage dans le Musée d’Histoire et culture des Sourds à Louhans.

## Distinctions et récompenses
- Officier d'Académie le 24 décembre 1886.

## Ouvrage
- Cours complet et méthodique d'enseignement pratique des sourds-muets, L. Hachette, 1854, 526 p.